# Yurumanguí
Le yurumanguí  est une langue amérindienne isolée parlée au XVIIIe siècle en Colombie, le long des rivières Cajambre, Naya et Yurumanguí situées au Sud-Ouest de la ville actuelle de Cali, dans le département de Valle del Cauca.

## Histoire de la langue
La langue ne nous est connue que par un vocabulaire et des phrases relevés entre 1765 et 1768 par Sebastián Lanchas de Estrada qui organisa deux expéditions dans la région.
Cette rencontre constitue le seul témoignage sur les Yurumanguís qui, ensuite, ont disparu de l'Histoire.

## Classification
Le yurumanguí est souvent considéré comme une langue hokane depuis que Rivet, en 1942, a proposé cette affiliation à cette famille de langues qui reste hypothétique. L'aspect limité de nos connaissances sur la langue poussent de nombreux linguistes à le traiter comme un isolat linguistique.